# 无斑蛇鮈
无斑蛇鮈（学名：Saurogobio immaculatus）为輻鰭魚綱鯉形目鲤科蛇鮈屬的鱼类，是中国的特有物种。分布于元江、海南岛等。该物种的模式产地在海南岛。體長可達14.9公分。
其种加词“immaculatus”意为“无斑的”。